# Sallespisse
Sallespisse ist eine französische Gemeinde mit 585 Einwohnern (Stand 1. Januar 2022) im Département Pyrénées-Atlantiques in der Region Nouvelle-Aquitaine (vor 2016: Aquitanien). Die Gemeinde gehört zum Arrondissement Pau und zum Kanton Artix et Pays de Soubestre (bis 2015: Kanton Orthez).
Der erste Teil des Namens der Gemeinde, Salle, stammt aus dem germanischen Wort für „Saal“ und weist auf eine Burg hin, der restliche Namensteil auf einen Mann mit dem lateinischen Namen „Piccius“.
Die Einwohner werden Sallespissiens und Sallespissiennes genannt.

## Geographie
Sallespisse liegt ca. 45 km nordwestlich von Pau in der historischen Provinz Béarn an der nördlichen Grenze zum benachbarten Département Landes.
Umgeben wird der Ort von den Nachbargemeinden:
| Bonnut | Bonnegarde (Landes)                         |                    |
| Orthez | Kompassrose, die auf Nachbargemeinden zeigt | Sault-de-Navailles |
|        | Balansun                                    |                    |

Sallespisse liegt im Einzugsgebiet des Flusses Adour. Der Ruisseau du Pas de Salles, ein Nebenfluss des Luy de Béarn, entspringt auf dem Gebiet der Gemeinde ebenso wie der Ruisseau de Rontun, ein Nebenfluss des Gave de Pau.

## Geschichte
Sallespisse liegt auf einer Anhöhe über dem Tal des Gave de Pau. Aus diesem Grund wurden in zahlreichen Epochen befestigte Anlagen errichtet. Die älteste unter ihnen, genannt Touroun de Tury, stammt aus der Frühgeschichte. Reste eines Erdhügels und von Erdwällen, die sich über 200 m × 150 m erstreckten, sind heute noch sichtbar. Aufgrund dieser strategischen Lage galt Sallespisse als Vorposten zur Verteidigung von Orthez. Das Dorf ist seit dem Mittelalter eine Station auf der Via Lemovicensis, einem der vier Jakobswege in Frankreich nach Santiago de Compostela. Bei der Volkszählung des Béarn im Jahre 1385 wurden in Sallespisse 27 Haushalte gezählt, und das Dorf gehörte zur Bailliage von Pau. Die Burg des Grundherrn gehörte der Familie de Salles. Sie wurde während der Hugenottenkriege zerstört, anschließend ein neuer Adelssitz an der gleichen Stelle errichtet.
Im Rahmen der napoleonischen Kriege spielte die Gemeinde am 27. Februar 1814 eine Rolle in der Schlacht bei Orthez zwischen der alliierten Armee unter dem Oberbefehl von Arthur Wellesleys, dem späteren Duke of Wellington, und den französischen Truppen unter dem Kommando von Maréchal Nicolas Jean-de-Dieu Soult. Soult plante schon vor der Kampfhandlung einen möglichen Rückzugsweg von Orthez über Sallespisse nach Sault-de-Navailles, wo der Luy de Béarn eine natürliche Verteidigungslinie bilden konnte. Er ließ deshalb zwei Regimenter in Sallespisse zurück. Nachdem die französischen Truppen in der Schlacht geschlagen worden waren, versuchten diese, zuerst geordnet, bald konfus, in alle Richtungen, teilweise auch über Sallespisse, zu entkommen. Die britische Kavallerie verfolgte die Fliehenden, die in Sallespisse eine Zeit lang versuchten, das Dorf zu halten, aber schließlich ihren Rückzug über die Brücke von Sault-de-Navailles fortsetzten.
Toponyme und Erwähnungen von Sallespisse waren:
- Salespisso (1304, Urkunden der Vicomté von Béarn),
- Salespisses (1307, Kopialbuch von Orthez, Blatt 19),
- Sales-Pissos (1346, Urkunden der Vicomté von Béarn),
- Salespissoo (1385, Volkszählung im Béarn),
- Salas-Pisso (1476, Notare von Castetner),
- Salespis (1583, Urkunden aus Garos),
- Sales et Rontum und Salles-Pisse (1546 bzw. 1675, réformation de Béarn, Manuskriptsammlung des 16. bis 18. Jahrhunderts),
- Sallespisse (1750 und 1793, Karte von Cassini bzw. Notice Communale),
- Salles-Pisse (1801, Bulletin des Lois) und
- Sallespisse (1863, Dictionnaire topographique du département des Basses-Pyrénées).[5][8][9]

### Einwohnerentwicklung
Die Gemeinde erreichte einen Höchststand ihrer Größe mit 875 Einwohnern in der Mitte des 19. Jahrhunderts. In der Folge reduzierte sich die Einwohnerzahl bei kurzen Erholungsphasen bis zu den 1950er Jahren auf rund 435. In der Folge setzte eine robuste Wachstumsphase ein, die bis heute andauert.
| Jahr      | 1962 | 1968 | 1975 | 1982 | 1990 | 1999 | 2006 | 2009 | 2022 |
| --------- | ---- | ---- | ---- | ---- | ---- | ---- | ---- | ---- | ---- |
| Einwohner | 454  | 482  | 496  | 533  | 573  | 564  | 582  | 589  | 585  |

## Sehenswürdigkeiten
- Pfarrkirche, geweiht Johannes dem Täufer. Die erste Erwähnung der Kirche datiert aus dem Jahr 1180. Sie unterstand dem Bistum Dax und wird im Kopialbuch der Kathedrale von Dax mit dem Toponym Sanctus Johannes de Sales Pizou erwähnt. Vermutlich handelte es sich um die Burgkapelle, die gleichzeitig als Pfarrkirche diente. Aufgrund von Spenden und Nachlässen von verschiedenen Schlossherren, bestimmten Gemeindemitgliedern und der Gemeinde selbst konnten im 14. und im 15. Jahrhundert umfangreiche Umbauten durchgeführt werden. In den Jahren 1779 und 1780 wurde die Kirche ausgebessert. Eine Tafel bezeugt umfangreiche Arbeiten im Kircheninneren im Jahre 1843. Diese umfassten u. a. den Bau einer Seitenkapelle und eines Hauptaltars und den Ankauf einer Kopie eines Gemäldes von Nicolas Poussin, die Johannes den Täufer zeigt, der die Taufe vornimmt. 1876 wurde die Kirche als überaltert und zu klein für die wachsende Bevölkerung angesehen. Der Architekt der Stadt Orthez, Henri d’Arnaudat, ließ 1877 die Kirche vergrößern und restaurieren. Das Seitenschiff wurde verlängert, das Mittelschiff erhöht, die Fenster reguliert und das Kreuzgratgewölbe im Langhaus sowie das Halbkuppelgewölbe im Chor geschaffen. 1898 wurde ein Projekt durch den Architekten Bourdette aus Orthez ins Leben gerufen, um den Glockenturm über dem Eingangsvorbau zu restaurieren und aufzustocken, dessen Helm zerfallen war. 1901 wurden diese Arbeiten abgeschlossen. 1971 zerstörte ein heftiges Gewitter den Kirchturm, dessen Helm anschließend durch ein flacheres Dach ersetzt werden musste. Seine heutige Architektur fügt sich dadurch nicht in die traditionelle Bauweise der Region ein, wenn nicht die weißen Steine Türen und Fenster umrahmten, wie es an den meisten Gebäuden der Region anzutreffen ist. Der Glockenturm barg zeitweise die Schule und sogar das Rathaus.[12][13][14] Wie bei den meisten Kirchen im Béarn, so ist die Pfarrkirche von Sallespisse auch von einem Friedhof umsäumt. Bemerkenswert ist eine sehr große Anzahl von Gräbern aus Marmor, die mehreren Familien gehören, die nicht verwandt sind. Aus ökonomischen Gründen teilen sie sich eine Grabstätte. Einige Gräber gehören protestantischen Familien. Sie sind sehr sachlich, ohne Kreuz und mit Grabmälern in Form von Säulen. Ein Ehrenmal für die gefallenen Soldaten der Gemeinde ist ebenfalls auf dem Friedhof aufgestellt.[15]

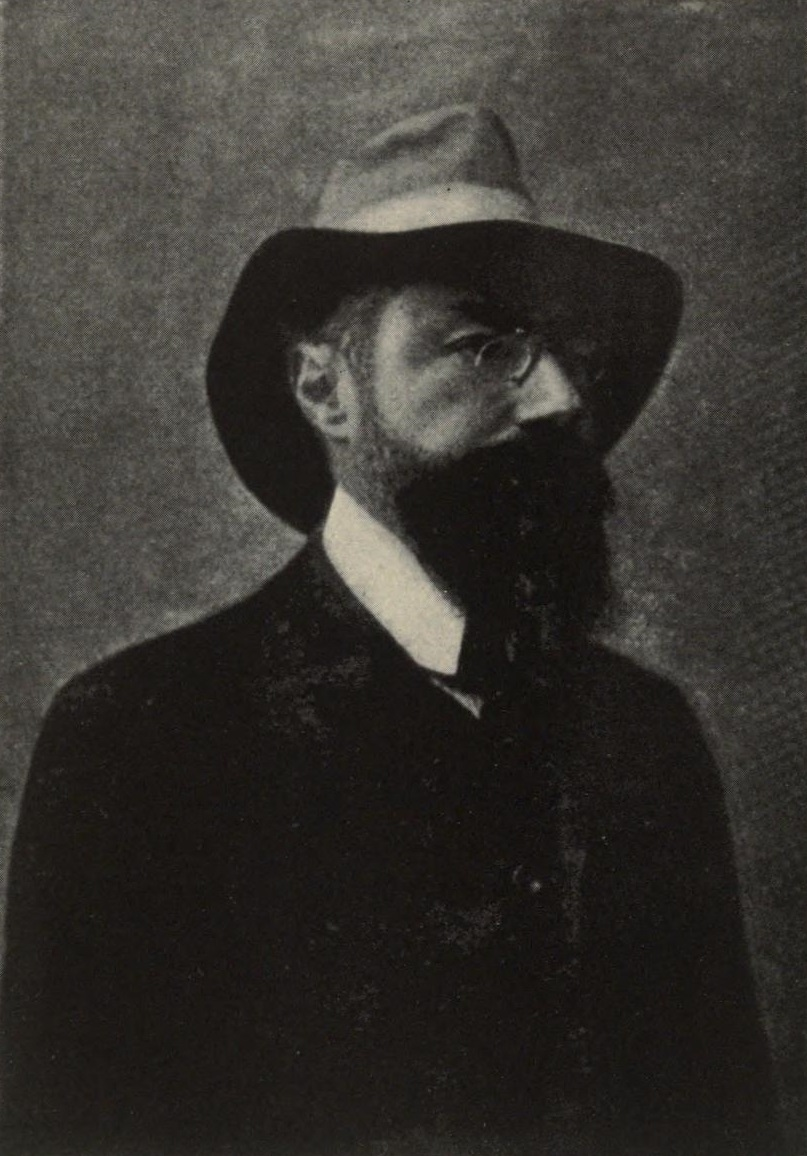
Francis Jammes

- Manoir de Salles. An der Stelle des Gutshauses stand eine Burg im Besitz der Familie de Salles, die dort vermutlich u. a. den Chronisten Jean Froissart empfingen. Andere Béarner Adeligen folgten den Salles, bis die Burg in den Hugenottenkriegen im 16. Jahrhundert abbrannte. Das neu errichtete Schloss, Manoir de Salles, genannt, wurde auf dem künstlichen Erdhügel der früheren Burg errichtet und passt sich seiner Form an. Es wurde im Laufe der Jahrhunderte mehrmals umgebaut. Die Gebäude rund das Haupthaus bilden einen Hof und zeigen verschiedene Architekturstile je nach der Epoche ihrer Errichtung oder Restaurierung. Eine monumentale Treppe aus dem späten 18. Jahrhundert weist den Weg vom Innenhof hinauf zum Haupthaus. Eine mit Säulen besetzte Eingangshalle aus dem frühen 19. Jahrhundert führt im Inneren zu den Zimmern des 17. Jahrhunderts. Während der napoleonischen Kriege wurde im Manoir eine Krankenstation zur Versorgung der Verwundeten eingerichtet. Am Ende des 19. Jahrhunderts gelangte die Familie Bigaud de Cazanove in den Besitz des Gutshauses. Ein Mitglied der Familie, Arnaury de Cazanove, empfing hier seinen Freund, den Dichter Francis Jammes, der das Anwesen in seinem Gedicht Il est près de Salles verewigte. Das Gutshaus ist heute im Privatbesitz und der Öffentlichkeit nicht zugänglich.[16]

## Wirtschaft und Infrastruktur
Die Landwirtschaft entwickelte sich aufgrund des fruchtbaren Bodens und ist traditionell der wichtigste Wirtschaftsfaktor der Gemeinde.

### Bildung
Die Gemeinde verfügt über eine öffentliche Vor- und Grundschule Daniel Argote mit 65 Schülerinnen und Schülern im Schuljahr 2017/2018.

Logo des Jakobswegs

### Sport und Freizeit
Der Fernwanderweg GR 654-West von Namur in Belgien über Vézelay nach Saint-Jean-Pied-de-Port führt durch die Gemeinde. Er folgt der Via Lemovicensis, einem der vier historischen „Wege der Jakobspilger in Frankreich“.

### Verkehr
Sallespisse wird durchquert von der Route départementale 933, der ehemaligen Route nationale 133, und ist über eine Linie des Busnetzes XL'R über Orthez und Amou mit anderen Gemeinden der Départements Pyrénées-Atlantiques und Landes verbunden.

## Persönlichkeiten
Daniel Argote, geboren am 21. Juli 1910 in Bayonne, gestorben am 10. August 1944 in Orthez, war Schullehrer und Mitglied der Résistance. Zu Beginn des Zweiten Weltkriegs wurde er in die französische Armee eingezogen und 1940 im Elsass gefangen genommen. Weil er Vater von vier Kindern war, wurde er nach dreizehn Monaten entlassen und wurde im Oktober 1941 Schullehrer in Sallespisse, das auf der Demarkationslinie zwischen der besetzten und unbesetzten Zone Frankreichs lag. Als Mitarbeiter des Rathauses oblag ihm die Abwicklung der Übergänge zwischen den Zonen. Aufgrund seiner Stellung konnte er falsche Papiere für Zwangsarbeiter und französischen Partisanen ausstellen. Ab Herbst 1943 koordinierte Daniel Argote als Mitglied der Geheimarmee von Orthez die Aktionen des französischen Widerstands in der Region, richtete ein Areal für Fallschirmabwürfe ein, besorgte Waffen und Munition und stellte einen Funkkontakt mit London her. Am 10. August 1944 geriet er in Orthez in einen Hinterhalt, als er einem Auftrag zur Ausschleusung von polnischen Deserteuren nachging. Zu seinem Gedenken ist je eine Tafel am Rathaus und an der Schule von Sallespisse aufgehängt, die außerdem seinen Namen trägt.